# نوا برناردو
نوا برناردو (انگلیسی: Noah Bernardo؛ زادهٔ ۲۴ فوریهٔ ۱۹۷۴) طبل‌زن، موسیقی‌دان، خواننده، و گیتارنواز اهل ایالات متحده آمریکا است.